# Signalpistole

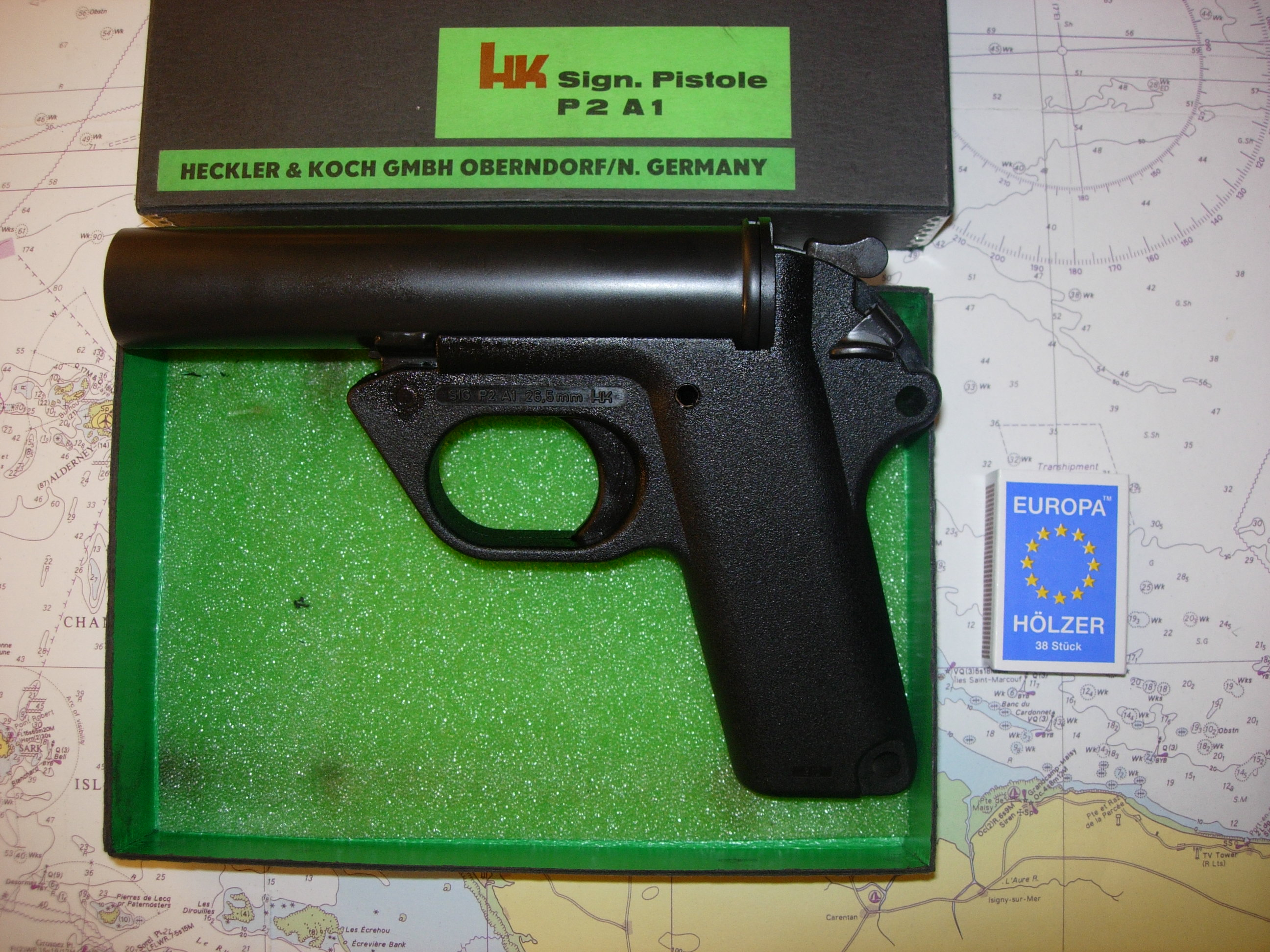
Heckler & Koch Signalpistole P2A1

Bei einer Signalpistole (auch Leuchtpistole, in der Schweiz Raketenpistole) handelt es sich um eine meist einschüssige Schusswaffe, mit der Signalpatronen in Form von unterschiedlich wirkenden Leuchtpatronen oder akustisch wirkenden Signalpatronen verschossen werden können. Es gibt ein- und zweiläufige Varianten dieser Pistolen, weltweit verbreitet ist das Kaliber 4.

## Verwendungsbereiche

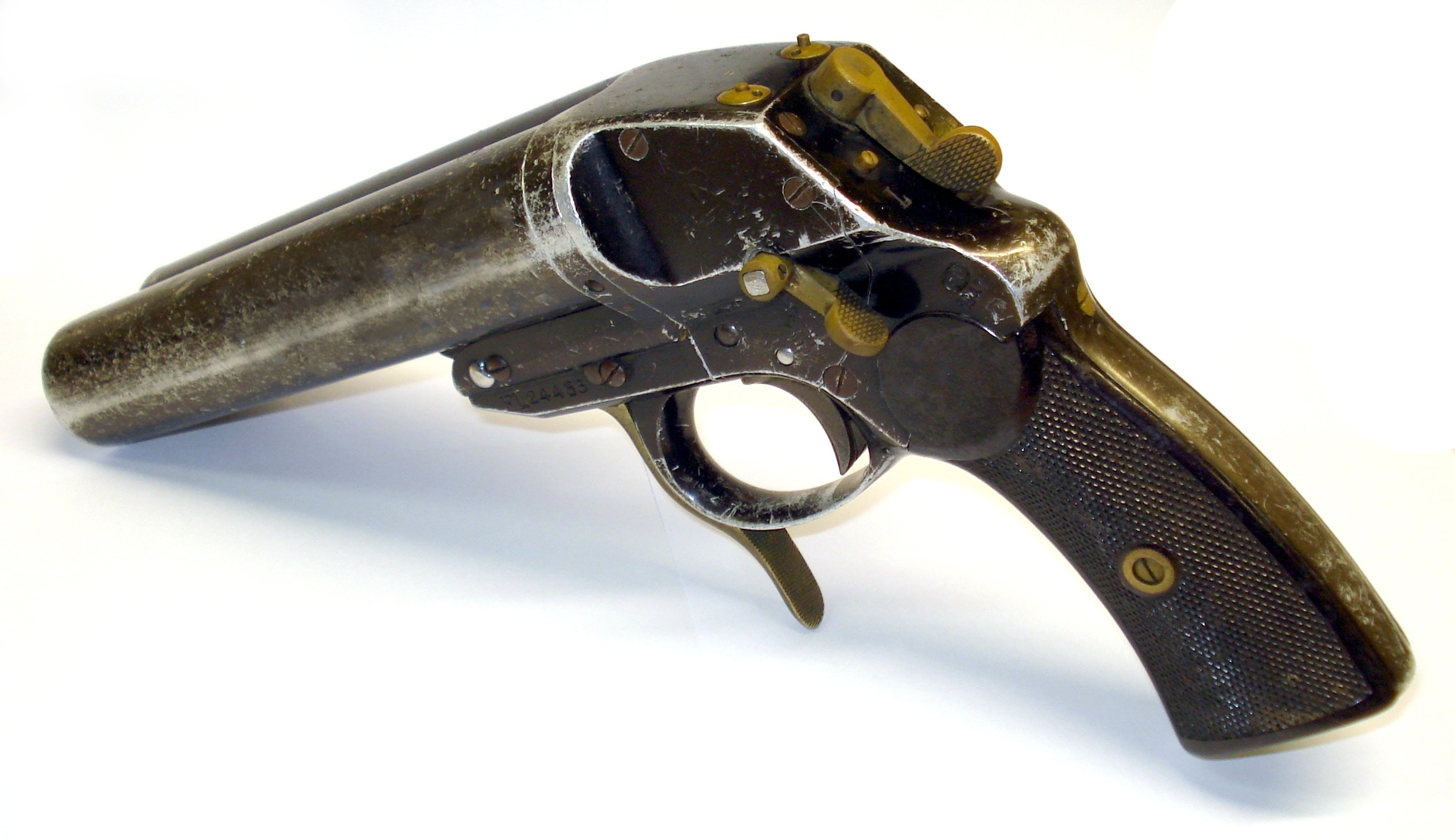
Doppelläufige Fliegerleuchtpistole, Baujahr 1941, Kaliber 4

Die Signalpistole findet sowohl im militärischen als auch im zivilen Sektor Verwendung.
- In der Seenot- oder Luftrettung wird ein rotes Leuchtsignal verwendet. Dabei sollen Signalpistolen möglichst senkrecht nach oben abgefeuert werden, um möglichst weit sichtbare Signale zu erzielen.
- Die Verwendung von Signalpistolen als Startpistole ist im Rahmen von Regatten erlaubt, wenn eine Schießerlaubnis vorliegt (siehe Merkblatt Polizei Hamburg).
- Beim Militär werden Signalpistolen außer zum Signalisieren von Standorten meist zur Gefechtsfeldbeleuchtung benutzt. Früher dienten sie auch zum Geben von Erkennungssignalen zur Freund-Feind-Erkennung.

Signalpistolen zählen zwar in Deutschland waffenrechtlich zu den Schusswaffen, dienen bestimmungsgemäß jedoch nicht dem Angriff oder der Verteidigung. Signalpistolen können aber bei Körpertreffern schwere Verletzungen verursachen.

## Munitionsverwendung

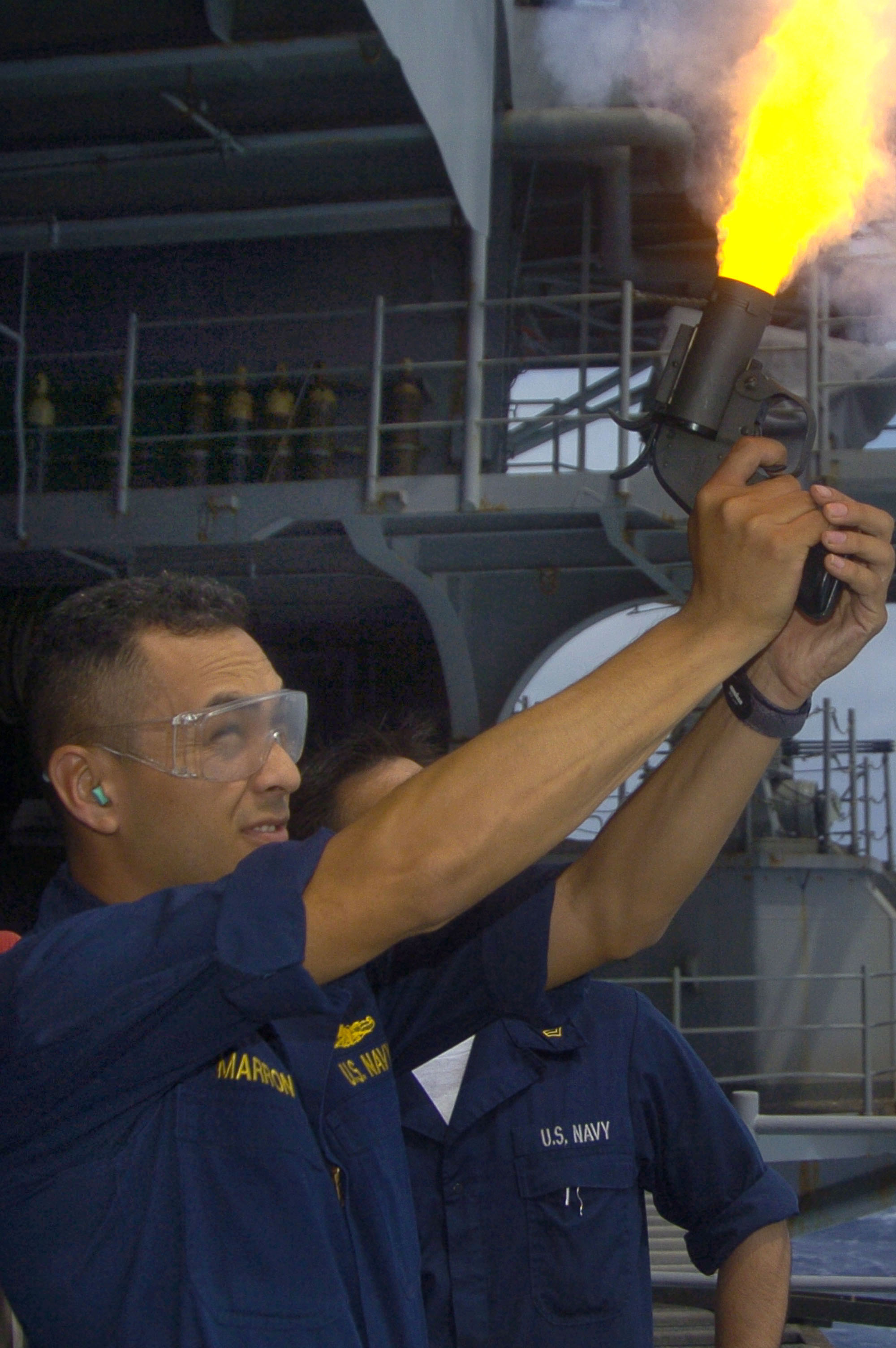
Abfeuern einer Signalpistole

Die Patrone wird über ein Zündhütchen gezündet. Bei einer Höhe von ca. 100 m brennt der Leuchtsatz ab und erhellt entweder das Vorfeld (mil. Gefechtsfeld) oder gibt das beabsichtigte Leucht- oder Akustiksignal.
Signalpatronen werden in den Farbkennungen grün, rot, weiß, gelb, violett als Einstern- oder Mehrstern-Signal ohne und mit Fallschirm eingesetzt. Dazu gehören im Einzelnen Rauchstrich orange DM22, Gelb DM36, gelb Fallschirm DM516, Signalmeldung DM19, Lichtmess DM17, Schallmess DM27, Einzelstern grün DM11B1, Einzelstern rot DM13B1, Einzelstern weiß DM15B1, Mehrstern grün DM21A1B1, Mehrstern rot DM23A1B1, Mehrstern weiß DM25A1B1, weiß Fliegerkennung DM33, Rauch und Licht Fliegeralarm DM37, Rauchstrich violett DM24 und Licht und Schall ABC Alarm DM47. Bei einem Verschuss von Signalmunition in einem Winkel von 90 Grad beträgt die Steighöhe der Munition, je nach Munitionstyp, bis zu 300 m.
Militärische Leuchtsignale haben unterschiedliche Bedeutung, um den eigenen Truppen bestimmte Begebenheiten zu signalisieren:
- grün für eigene Truppen – Bundeswehr, Feueranforderung, z. B. Sperrfeuer – Bundesheer;
- rot für Feinderkennung und Feindangriff;
- weiß für eigene Truppe – Bundesheer, ohne und mit Fallschirm zur Gefechtsfeldbeleuchtung – Bundeswehr;
- gelb mit Fallschirm zur Gefechtsfeldbeleuchtung – Bundesheer;
- Stern weiß-rot-weiß mit schrillem Pfeifton für ABC-Alarm – Bundeswehr, ABC-Signalpatrone 77 für ABC-Alarm – Bundesheer;
- Rauchstrichpatrone violett für Panzerwarnung – Bundesheer.

Der Rauchkörper orange dient zur Kennzeichnung eines Hubschrauberlandeplatzes oder Abwurfplatz.
Im zivilen Bereich und der Seefahrt bedeutet:
- grün – alles in Ordnung
- rot – Notlage, Gefahr, Hilfe notwendig
- weiß und gelb – allgemeines Achtungszeichen oder Beleuchtung bei Nacht

Bei den sogenannten Fallschirmleuchtpatronen wird ein Leuchtsatz in den Himmel geschossen, welcher langsam an einem Fallschirm zu Boden gleitet. Es gibt unterschiedliche Patronentypen mit unterschiedlichen Farb- und unterschiedlichen Fackelsätzen (1 bis 4 Leuchtsätzen). Des Weiteren sind auch Patronen mit Blitzknallsätzen verfügbar, welche einen sehr lauten Knall als Effekt beinhalten. Mit ihrer Hilfe kann eine Entfernungsmessung durchgeführt werden, indem die Laufzeit des Knalls nach dem Blitz gestoppt wird. Diese dienen im zivilen Bereich auch zur Vogelvergrämung auf Flugplätzen und zur Bärenabwehr in arktischen Gebieten.

## Signalpistolen für Zivilpersonen

### Deutschland
Signalpistolen zählen in Deutschland als Schusswaffen und unterliegen dem Waffengesetz. Für Erwerb und Besitz ist eine Waffenbesitzkarte, für das Führen der Signalpistole ein Waffenschein erforderlich. Signalpistolen werden in Deutschland meist als Seenotsignalpistolen für Sport- oder Berufsschiffer bewilligt.

### Österreich
In der Regel werden Leuchtpistolen und Signalgeräte aufgrund fehlender Zweckbestimmungen gemäß § 1 des Waffengesetzes nicht als Waffen klassifiziert. Allerdings wird eine Leuchtpistole, die für das Abschießen von Schrotpatronen geeignet ist, gemäß § 1 leg. cit. als Waffe eingestuft.

## Signalpistolen bei deutschen Behörden und Organisationen
- Leuchtpistole 26

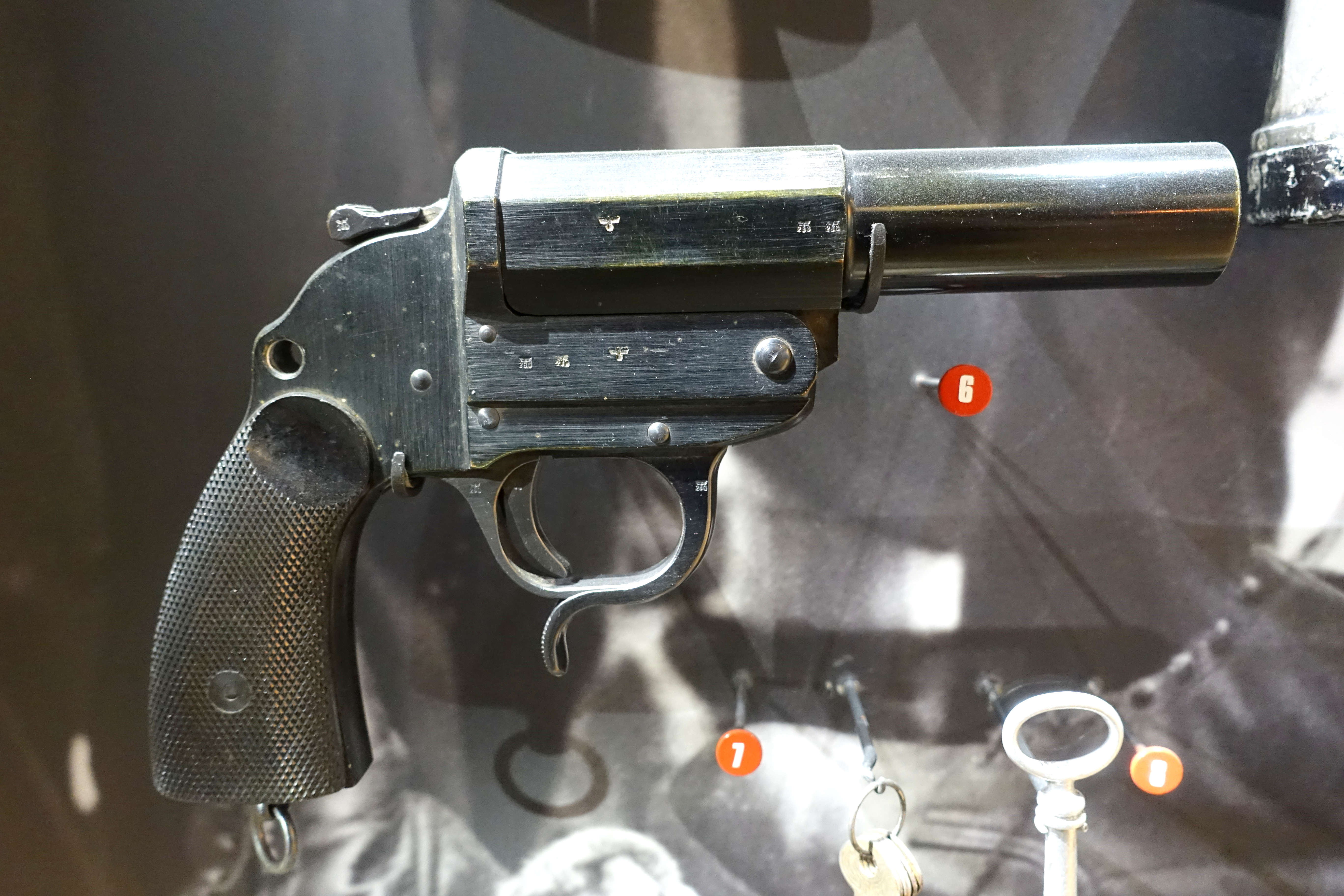
Leuchtpistole 34 von U 505

- Leuchtpistole 34 1934 bei der Wehrmacht eingeführt

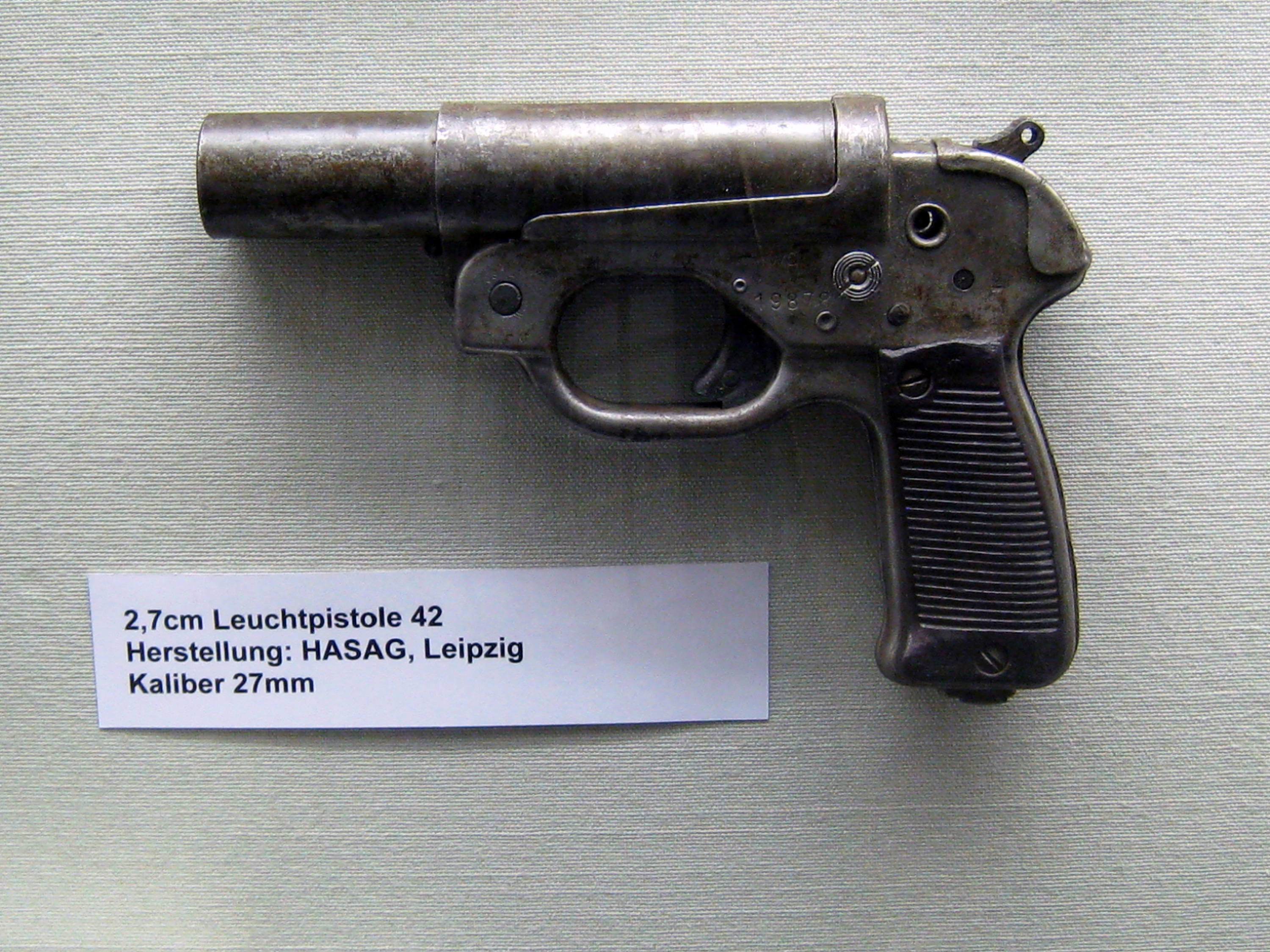
Leuchtpistole 42

- Leuchtpistole 42 – 1943 bei der Wehrmacht eingeführt

Leuchtpistolen wurden in kleinen Stückzahlen zu Waffen umgebaut, beziehungsweise erweitert. Hinweis: Die Nomenklatur der folgenden Leuchtpistolen ist nicht eindeutig. Zum Teil wird die Kampfpistole Sturmpistole genannt und Leuchtpistolen mit gezogenem Lauf Kampfpistolen.
- Leuchtpistole 42 mit gezogenem Lauf, mit einem Z markiert. Auch Kampfpistole genannt. Neben dem Abschuss von Signalmunition auch zum Abschuss von Sprengpatronen geeignet

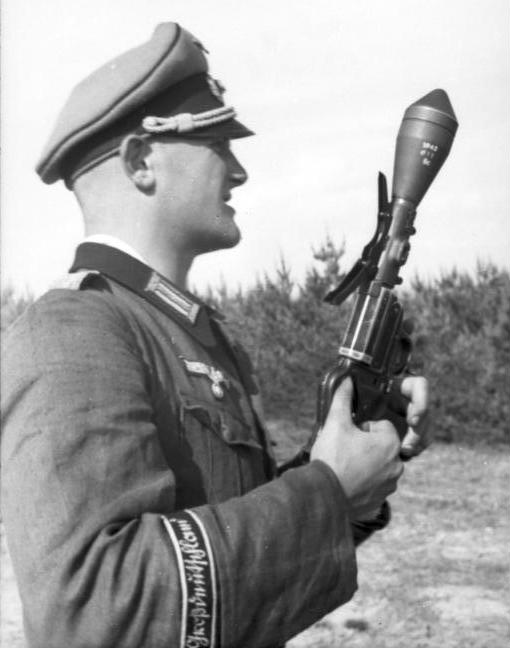
Kampfpistole 42 LP.

- Kampfpistole 42 LP – LP für Leuchtpistole. Eine Mehrfunktionswaffe aus einer um eine Schulterstütze, Rohreinsatz und Visier erweiterten Leuchtpistole 42. Damit konnten eine Reihe von Munitionstypen verschossen werden. Unter anderem weiterhin Signalmunition und Granaten zur Panzerbekämpfung.

### Nachkriegszeit
- Die Heckler & Koch Signalpistole HK P2A1 ist bei der Bundeswehr, Polizei und Rettungsdiensten verbreitet.

## Raketenpistolen  in der Schweizer Armee

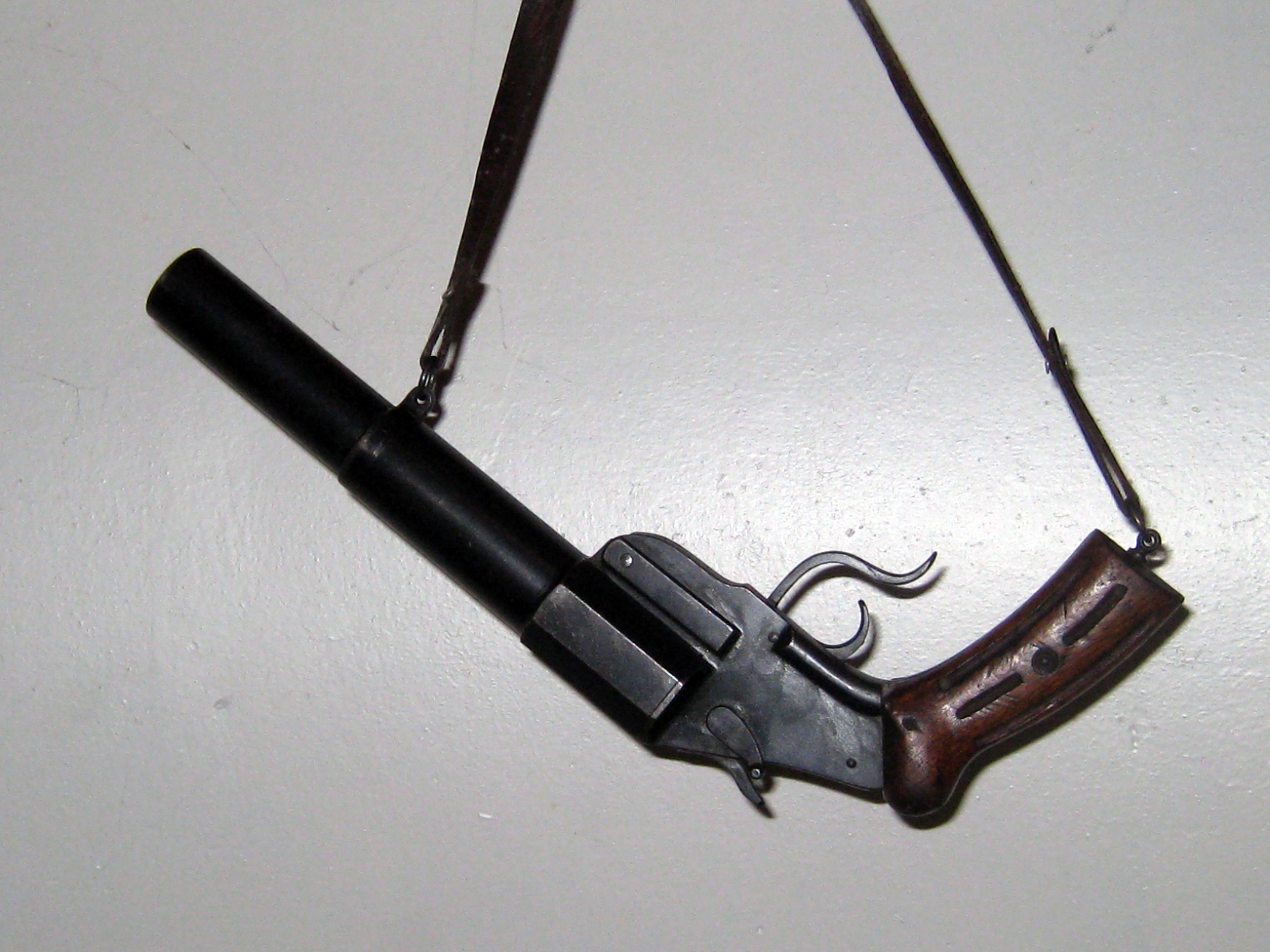
Rak Pist 17/38

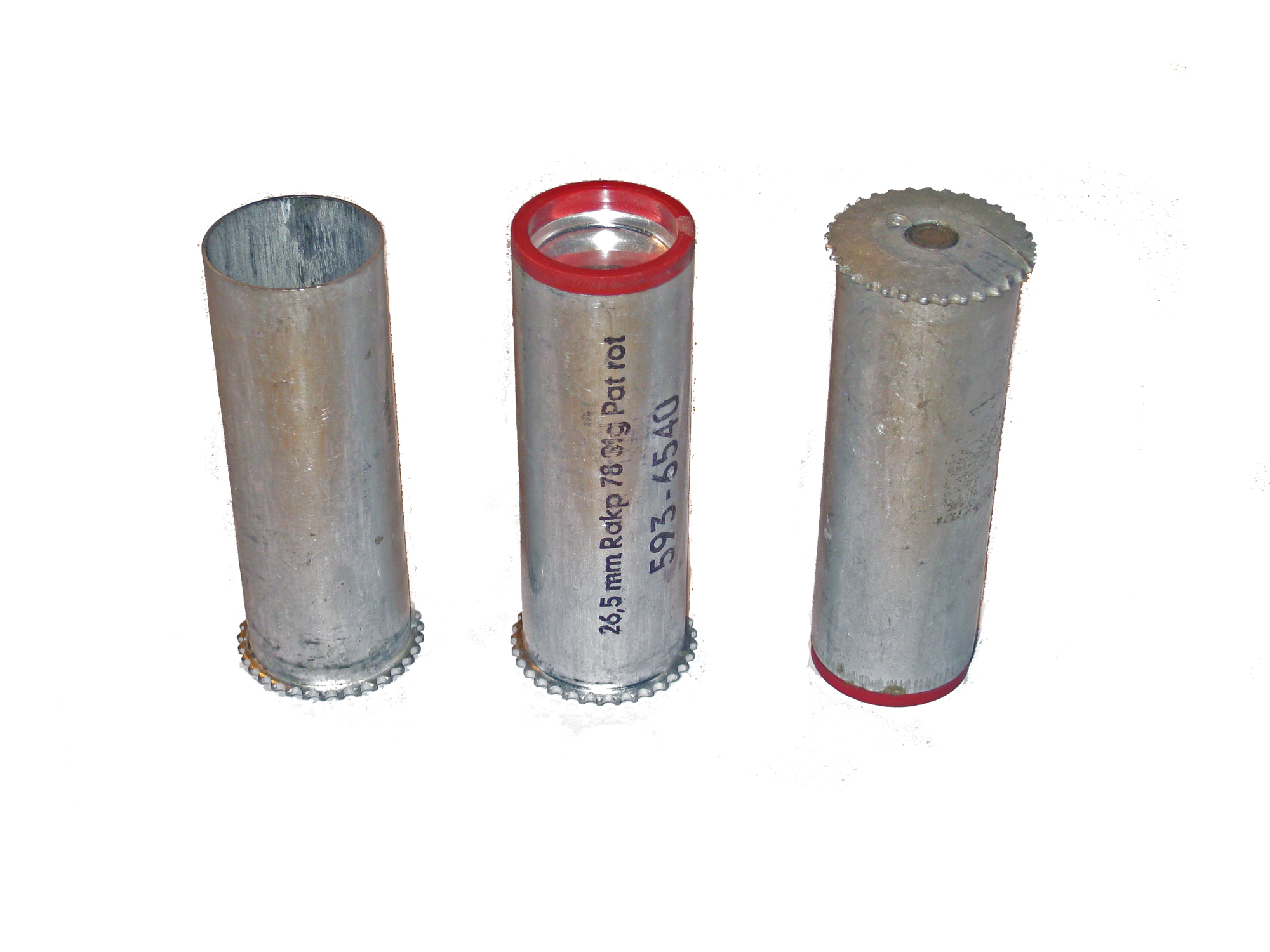
Signalpatrone rot

Im Sprachgebrauch der Schweizer Armee werden Signalpistolen als Raketenpistolen bezeichnet. Insbesondere sind folgende Modelle unter dieser Bezeichnung bekannt:
- Raketenpistole RP 17 (Modell 1917)
- Raketenpistole RP 17/38, erstes Modell
- Raketenpistole RP 17/38, zweites Modell
- Raketenpistole RP 17/38 mit Anschlagschaft
- Raketenpistole Rakp 78 (HK P2A1)